# Ceropegia ledermannii
Ceropegia ledermannii är en oleanderväxtart som beskrevs av Rudolf Schlechter. Ceropegia ledermannii ingår i släktet Ceropegia och familjen oleanderväxter. Inga underarter finns listade i Catalogue of Life.